# SHARE (企業)
株式会社SHARE（シェア）は、北海道札幌市に本社を置き、リハビリデイサービス、フィットネスクラブ、鍼灸整骨院、整体院を運営する企業である。フィットネスクラブの業態には、個別指導フィットネスのスマートウェイや、20分フィットネスのスマートスタジオがある。
2019年4月からはサツドラホールディングスと提携し、ドラッグストア「サツドラ」店舗内に個別指導フィットネスクラブや整体院を開業している。また、プロテイン製品「スマートプロテイン」を共同開発している。